# Koșarî, Șațk
Koșarî (în ucraineană Кошари) este un sat în comuna Pulmo din raionul Șațk, regiunea Volînia, Ucraina.

## Demografie
Componența lingvistică a localității Koșarî
     Ucraineană (100%)
Conform recensământului din 2001, toată populația localității Koșarî era vorbitoare de ucraineană (100%).